# Veberöds landskommun
Veberöds landskommun var en tidigare kommun i dåvarande Malmöhus län.

## Administrativ historik
Den inrättades i Veberöds socken i Torna härad i Skåne då 1862 års kommunalförordningar trädde i kraft den 1 januari 1863.  
I samband med kommunreformen 1952 bildade den storkommun genom sammanläggning med de tidigare landskommunerna Vomb (i Färs härad) och Silvåkra (Torna härad). 
I kommunen inrättades 13 juni 1919 Veberöds municipalsamhälle som upplöstes med utgången av 1957.
1974 uppgick kommunen i Lunds kommun.
Kommunkoden var 1228.

### Kyrklig tillhörighet
I kyrkligt hänseende tillhörde kommunen Veberöds församling. Den 1 januari 1952 tillkom församlingarna Silvåkra och Vomb.

## Geografi
Veberöds landskommun omfattade den 1 januari 1952 en areal av 96,43 km², varav 88,16 km² land.

### Tätorter i kommunen 1960
I Veberöds landskommun fanns tätorten Veberöd, som hade 990 invånare den 1 november 1960. Tätortsgraden i kommunen var då 50,7 procent.

## Politik

### Mandatfördelning i valen 1938-1970
| 10 | 7 | 3 |

| 20 |

| 8 | 8 | 4 |

| 19 |

| 9 | 8 | 3 |

| 19 |

| 16 | 13 | 6 |

| 34 |

| 14 | 12 | 4 | 5 |

| 33 |

| 12 | 11 | 2 | 5 |

| 28 |

| 12 | 11 | 3 | 4 |

| 27 |

| 12 | 10 | 4 | 4 |

| 27 |

| 13 | 11 | 4 | 3 |

| 27 |